# THE 大美人
『THE 大美人』（ザ・だいびじん）は、2004年5月20日にディースリー・パブリッシャーから発売されたPlayStation 2用アクションゲーム。同社のSIMPLE2000シリーズ第50作目で、同シリーズで初のCEROレーティングによる対象年齢が設定されたソフトである（12歳以上対象）。

## 概要
プレイヤーは自衛隊の隊員となり、ミッションごとに決められた攻撃ヘリコプター「BH-2S ゴリラ」、戦闘機「E-15J ビーグル」、戦車「89式戦車」のいずれかに乗り込み、街を襲う巨大生物や謎の生命体の攻撃を避けながら搭載した武装を使ってミッションを攻略していく。
奇抜なタイトルからも窺える本作のもっとも特徴的な部分が、その「巨大生物」役として多くのSIMPLEシリーズにゲスト出演している双葉理保を起用した点。作中ではとてつもない大きさになったビキニ水着姿の理保が怪獣のごとく暴れまわり、それを兵器で攻撃するという不条理な笑いを演出している。本作以前に理保が出演してきたゲーム作品にも「場違いなグラビアアイドルが紛れ込んでいることのおかしさ」を誘う作品はあったが、本作はそれをもっとも極端な形で表現した作品だといえる。
また、ミッションごとに「第一話 巨大生物現る！」といったサブタイトルが付けられているなど、特撮番組を意識させる演出が散見される。加えて、ミッションの前にはニュース番組の中継を模した理保の様子や、自衛隊の通信という設定でミッション内容の説明が流れる。
なお、『THE お姉チャンプルゥ 〜THE姉チャン特別編〜』では本作で理保に寄生していた謎の生命体が再び登場し、ストーリーが繋がっている。

## システム
構成は3Dシューティングゲームに近く、ミッションではミサイルや催眠弾などを発射して理保の暴走を阻止することが主要目的となる。ミッションは全六話のストーリー仕立てになっており、それぞれのミッションで発射する武装やクリア条件は大きく異なる。武装にはミッションによって固定された主兵装・副兵装の他に「特殊兵装」と呼ばれるお助けアイテムがあり、一定の選択肢の中から自由に装着して３回まで使用することができる。
何度もストーリーをクリアしたり、ミッション中に「クエスト」と呼ばれる特定の条件を満たすことで隠し要素が解放される。追加される隠し要素には、ゲーム中で理保が着ているビキニ水着の柄や、ストーリー中のミッションと異なるエクストラミッションがある。

## ストーリー
沖縄県の皆古島でグラビア撮影のロケを行っていた双葉理保は、浜辺でクラゲのような謎の生き物を発見する。近寄った理保はその生き物に襲われてしまい、意識を失ってしまう。
程なくして、皆古島に突如身長48メートルの巨大生物が現れ、街を破壊し始める。調査の結果、その「巨大生物」はグラビアアイドルの双葉理保本人だと断定された。自衛隊は巨大生物と化した彼女の暴走を止めるため、様々な装備を持って彼女に立ち向かうのであった.....。